# Robert Koenig (Schriftsteller)

Robert Koenig

Robert Koenig (* 15. November 1828 in Danzig; † 8. April 1900 in Potsdam) war ein deutscher Lehrer, Schriftsteller und Zeitschriftenredakteur.

## Leben
Koenig studierte Philologie und Theologie in Berlin, Edinburgh, Bonn und Halle und wurde Rektor einer Höheren Töchterschule in Oldenburg. 1858 wurde er Rektor der Droyßiger Königlichen Erziehungs- und Bildungsanstalten. Nachdem er einige Zeit in Lausanne verbracht hatte, beteiligte er sich an der Gründung der Familienzeitschrift Daheim, deren redaktionelle Leitung er neben Theodor Hermann Pantenius viele Jahre innehatte. Großen Erfolg hatte er mit seiner Deutschen Literaturgeschichte, die erstmals 1879 erschien, mit einer Vielzahl von Abbildungen ausgestattet war und besonders in konservativ-christlichen Kreisen geschätzt wurde. Das Werk, ab 1893 auf zwei Bände erweitert und zum Standardwerk geworden, erschien in immer neuen Auflagen bis in die Mitte der 1920er Jahre. Große Verbreitung fand auch seine Kurzfassung Abriß der deutschen Litteraturgeschichte von 1886.
Im Jahre 1889 gab Koenig krankheitshalber seine Berufstätigkeit auf und siedelte nach Potsdam über, wo er im Alter von 72 Jahren verstarb. Koenig war seit 1880 Ehrenmitglied des Leipziger Wingolf.

## Veröffentlichungen
- Der grosse Krieg gegen Frankreich im Jahre 1870–71. Der deutschen Jugend erzählt. Velhagen & Klasing, Bielefeld und Leipzig 1872
- Deutsche Literaturgeschichte. Velhagen & Klasing, Bielefeld und Leipzig 1879 (Digitalisat)
- Abriß der deutschen Litteraturgeschichte. Ein Hilfsbuch für Schule u. Haus. Bielefeld 1887 (37. Auflage 1930; Digitalisat beim Internet Archive)
- Deutsche Litteraturgeschichte in 2 Bänden. Velhagen & Klasing, Bielefeld und Leipzig 1893